# 小行星4181
小行星4181（英語：4181 Kivi）是一颗围绕太阳公转的小行星。1938年2月24日，爾約·維薩拉在图尔库发现了此天体。
这颗小行星的绝对星等为338.1942938682653等。